# Georg Samuel Albert Mellin
Georg Samuel Albert Mellin (* 13. Juni 1755 in Halle (Saale); † 14. Februar 1825 in Magdeburg) war ein deutscher Philosoph und reformierter Pfarrer in Magdeburg.
Mellin studierte ab 1772 in Halle Theologie und wurde anschließend Rektor der reformierten Schule und Hilfsprediger in Züllichau. Über das Pfarramt in der reformierten Gemeinde in Brandenburg an der Havel von 1782 bis 1790 kam er 1791 in die Deutsch-Reformierte Gemeinde in Magdeburg, wo er vom Amt des dritten Predigers bis 1801 zu dem des ersten Predigers und Konsistorialrats aufstieg. 1804 wurde er auch Inspektor (Superintendent). Im Jahr 1815 erhielt er die Ehrendoktorwürde der philosophisch-theologischen Fakultät der Universität Halle. 1817 und 1823 wurde er mit der Adresse Neuer Weg 17 geführt.
Mellin war dreimal verheiratet. Seine erste Ehefrau, Christiane Johanna Sophie Kuckenberg, starb 1790 in Brandenburg. Aus dieser Ehe stammten zwei Söhne und zwei Töchter. Der Sohn Carl Albert Ferdinand Mellin wurde Stadtbaumeister und Oberbürgermeister von Halle (Saale). In zweiter Ehe war Mellin ab 1791 mit Rosamunde von Katte (1772–1800) verheiratet. Eines ihrer Kinder war der Architekt Friedrich Albert Immanuel Mellin. 1801 heiratete er Wilhelmine von Besser. Der Sohn Ernst Albert Julius Mellin (* 1811 in Magdeburg) wurde Pfarrer in Eickendorf. 
Außerhalb Magdeburgs ist Mellin heute vor allem noch als Kommentator der Philosophie Immanuel Kants in Erinnerung. Von seinen zahlreichen Werken dürfte das Encyclopädische Wörterbuch der Kritischen Philosophie (1797–1803) das bekannteste sein. Es ist immer noch eines der wichtigsten Nachschlagewerke zu Kant.